# Paul-Eerik Rummo

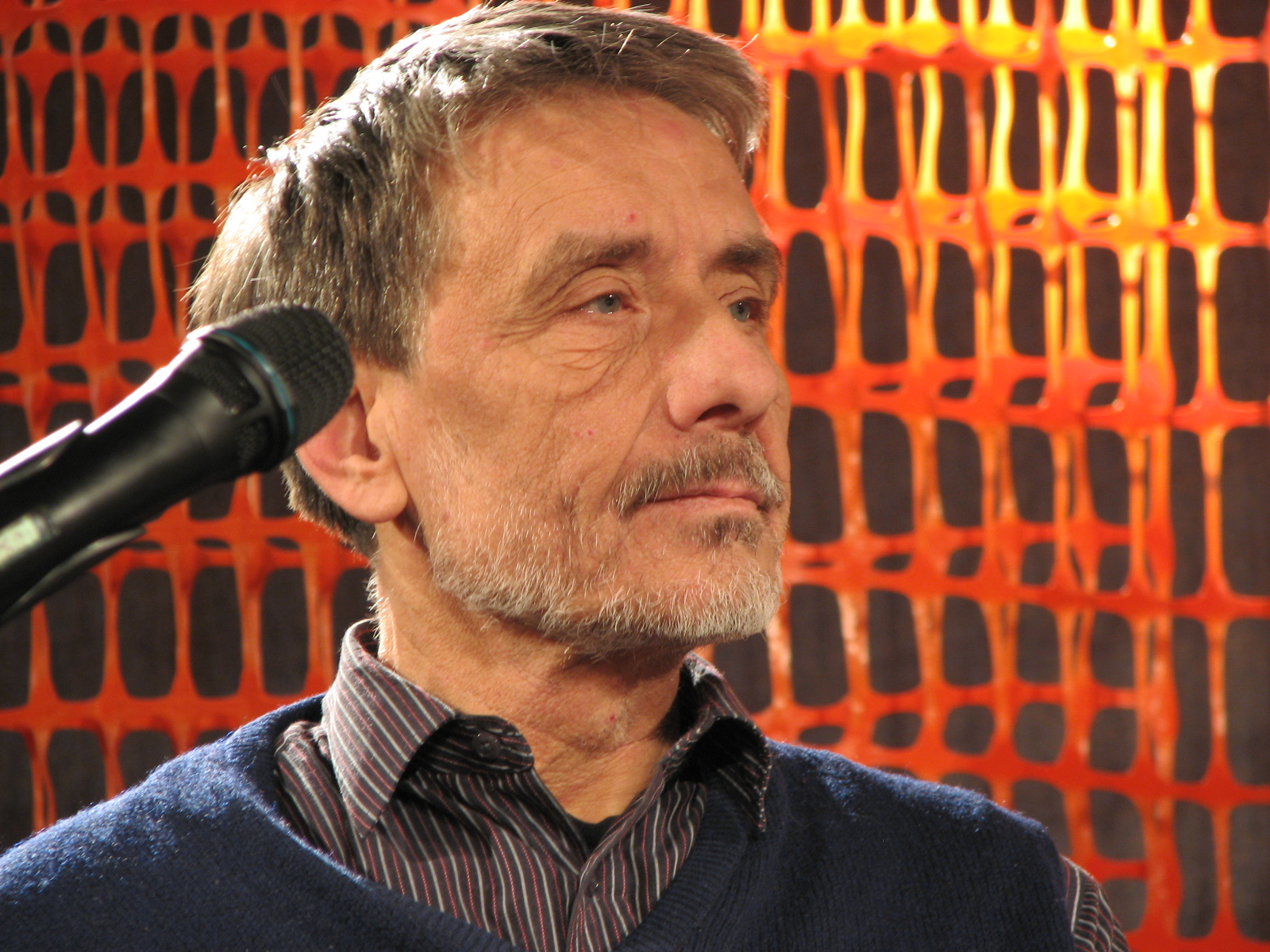
Paul-Eerik Rummo uppträder på HeadRead 29 maj 2011.

Paul-Eerik Rummo, född 19 januari 1942 i Tallinn, Estland, är en estnisk författare, poet, dramatiker och politiker.

## Biografi
Paul-Eerik Rummo är son till författaren Paul Rummo. Han avslutade sina studier i estnisk språkvetenskap på Tartu Universitet 1965.
Rummo har arbetat på Vanemuine teater och på Estniska dramateatern, som kulturkonsult, som frilansförfattare och som politiker.